# 杀虫蜥属
杀虫蜥属（学名：Kongonaphon）为兔蜥科的一个属，於馬達加斯加出土，被認為十分接近恐龍和翼龍的共同祖先。

## 下属物种
本属包括以下物种：
- Kongonaphon kely Kammerer, Nesbitt, Flynn, Ranivoharimanana & Wyss, 2020[2]